# Pennsylvania 6 a 5000
Pennsylvania 6 a 5000 es el cuarto episodio de la primera temporada de la serie ALF en el que ALF ve que puede haber peligro de bombas nucleares y llama al presidente.

## Sinopsis
En vista del peligro de las armas nucleares, ALF decide llamar al Presidente y advertirle del peligro, ya que teme que la Tierra termine como su planeta, destruido. Para ello utiliza una radio con la que llama al avión presidencial, aunque Willie le advierte de que es ilegal, porque hay que piratear la clave. Cuando ALF se pone a hablar de bombas, el presidente piensa que es un terrorista y tras localizar la llamada avisa al FBI. Poco después el FBI arresta a Willie pensando que es ALF. ALF vuelve a llamar al presidente para aclararlo todo, pero vuelven a mandar al FBI. Al encontrar a Brian en la radio piensan que él es ALF y como no pueden arrestar a un niño no le pasa nada pero liberan a Willie. El presidente manda una felicitación a Brian por descubrir un fallo en la seguridad nacional.
Mientras, Willie ve que todos usan demasiado tiempo el teléfono (sobre todo ALF) y decide hacer una lámina estableciendo turnos para que todos puedan usarlo, incluyendo a ALF, pero el FBI la encuentra y piensa que es parte del plan terrorista. Al final Willie decide ponerle a Lynn otra línea para ella sola.